# 洪汝源
洪汝源（?—?），湖北省長沙府寧鄉縣人，清朝政治人物、同進士出身。
光緒十八年（1892年），参加光緒壬辰科殿試，登進士三甲26名。同年五月，改翰林院庶吉士。光緒二十年四月，散館，授翰林院檢討。